# Хосров III
Хосров III — цар царів (шахиншах) Ірану, правив частиною Ірану близько 630 року.

## Правління
Зійшов на престол внаслідок заколоту хорасанських військовиків. Одні дослідники вважають його онуком Ормізда IV, інші — онуком Хосрова I. Відповідно до уривчастих відомостей мусульманських джерел, правив він десь на сході, але така думка не відповідає нумізматичним даним — рідкісні наразі монети Хосрова III (за типом Хосрова II, але з зображенням безбородого юнака) карбувались, в основному, в центральному Ірані та здебільшого датовані другим роком правління (третій — виняткова рідкість). Точний період його правління невідомий, тривалість — три місяці. Був убитий правителем Хорасана Фаррух-Орміздом.